# Římskokatolická farnost Pohled
Římskokatolická farnost Pohled je územním společenstvím římských katolíků v rámci havlíčkobrodského vikariátu královéhradecké diecéze.

## O farnosti

### Historie
V Pohledu byl v padesátých či šedesátých letech 13. století postaven klášter cisterciaček, zvaný Vallis Sanctae Mariae (Údolí svaté /Panny/ Marie). Klášter velmi utrpěl za husitských válek. V roce 1782 byl klášter v rámci Josefinských reforem zrušen. Původní konventní kostel dostal farní status a v místě byla zřízena farnost. V letech 1782–1792 v Pohledu žily sestry karmelitky, které dočasně byly vyhnány z Prahy. Po jejich odchodu byl klášter adaptován na zámek. Kolem poloviny 20. století přestal být do farnosti ustanovován sídelní duchovní správce. V roce 1971 je farnost uváděna jako spravovaná ex currendo z České Bělé. Později začala být duchovní správa obstarávána z Havlíčkova Brodu.

### Současnost
Farnost Pohled je administrována ex currendo z Havlíčkova Brodu.
| Kostel                                       | Místo      | Mše svatá                | Mše svatá                             | Poznámka        |
| -------------------------------------------- | ---------- | ------------------------ | ------------------------------------- | --------------- |
| Kostel sv. Mikuláše                          | Dlouhá Ves | neděle                   | 8.00                                  | filiální kostel |
| Kostel Nanebevzetí Panny Marie a sv. Ondřeje | Pohled     | neděle 1. pátek v měsíci | 9.00 Mše svatá 18.00 (17:00zimní čas) | farní kostel    |
| Kostel sv. Anny                              | Pohled     | neděle                   | 9.00                                  | filiální kostel |